# Timo Hildebrand
Timo Hildebrand (ur. 5 kwietnia 1979 w Wormacji) – niemiecki piłkarz grający na pozycji bramkarza.

## Kariera klubowa
Od 1984 do 1995 Hildebrand trenował w młodzieżowych drużynach klubu FV Hofheim/Ried. W 1995 trafił do VfB Stuttgart, a w 1999 został włączony do dorosłej kadry tego zespołu. W debiutanckim sezonie Niemiec pełnił rolę rezerwowego dla Austriaka Franza Wohlfahrta i wystąpił w sześciu meczach Bundesligi. Po zakończeniu rozgrywek Wohlfahrt odszedł do Austrii Wiedeń, a Hildebrand stał się podstawowym bramkarzem VfB Stuttgart. Razem z niemiecką drużyną w 2000 i 2002 został zwycięzcą Pucharu Intertoto, w 2003 wywalczył wicemistrzostwo, a w 2007 mistrzostwo kraju. Podczas sezonu 2003/2004 Hildebrand nie puścił w ligowych rozgrywkach gola przez 884 minuty, czym ustanowił nowy rekord Bundesligi (poprzedni należał do Olivera Kahna i liczył 802 minuty). W grudniu 2006 Hildebrand odrzucił propozycję przedłużenia swojej umowy ze Stuttgartem.
3 lipca 2007 podpisał kontrakt z Valencią, natomiast do VfB kupiony został Raphael Schäfer, który wcześniej reprezentował barwy 1. FC Nürnberg. W nowym klubie Hildebrand początkowo pełnił rolę rezerwowego dla doświadczonego Santiago Cañizaresa. Zadebiutował 29 sierpnia w trzeciej rundzie kwalifikacyjnej Ligi Mistrzów przeciwko szwedzkiemu IF Elfsborg. 2 listopada nowym trenerem Valencii został Ronald Koeman, a Hildebrand stał się podstawowym bramkarzem swojej drużyny. Sezon zakończył z 26 występami na koncie, natomiast Valencia zajęła w tabeli Primera División dopiero dziesiąte miejsce. 16 maja 2008 Santiago Cañizares poinformował o tym, że zamierza zakończyć piłkarską karierę. Dwa dni później rozegrał swój ostatni mecz dla „Los Ches” (wygrana 3:1 z Atlético Madryt), a 19 maja oficjalnie odszedł z Valencii. 13 sierpnia nowym zawodnikiem Valencii został Brazylijczyk Renan Brito Soares, który został zmiennikiem Hildebranda.
4 grudnia Niemiec rozwiązał umowę z Valencią, ponieważ nie mógł przebić się do pierwszego składu. 10 grudnia podpisał kontrakt z beniaminkiem Bundesligi – TSG 1899 Hoffenheim. W nowej drużynie zadebiutował 31 stycznia 2009 w spotkaniu z Energie Cottbus. W sezonie 2008/2009 rozegrał dziesięć meczów ligowych, a w następnym 28. W lipcu 2010 opuścił Hoffenheim i został wolnym zawodnikiem. Na początku września podpisał roczną umowę ze Sportingiem CP. Po skończeniu kontraktu zdecydował się nie przedłużać umowy ze Sportingiem.Od 2011 roku występował w niemieckim Schalke 04. Jego umowa z Schalke 04 wygasła 30 czerwca.
25 września podpisał kontrakt z Eintrachtem Frankfurt.

## Kariera reprezentacyjna
W latach 1999–2001 Hildebrand zaliczył osiemnaście występów dla reprezentacji Niemiec do lat 21. W dorosłej kadrze zadebiutował 28 kwietnia 2004 w wygranym 5:1 spotkaniu z Rumunią. W tym samym roku znalazł się w 23-osobowej kadrze powołanej przez Rudi Völlera na mistrzostwa Europy. Niemcy nie wyszli jednak ze swojej grupy, a we wszystkich trzech spotkaniach bronił Oliver Kahn. Następnie Hildebrand wystąpił w Pucharze Konfederacji 2005, w którym razem ze swoją reprezentacją zdobył brązowy medal. Kolejnym wielkim turniejem w karierze Niemca były Mistrzostwa Świata 2006, na których podopieczni Jürgena Klinsmanna także wywalczyli trzecie miejsce. W 2008 nowy trener reprezentacji Niemiec – Joachim Löw nie powołał Hildebranda na Euro 2008.